# 马克唐镇
马克唐镇，是中华人民共和国青海省黄南藏族自治州尖扎县下辖的一个乡镇级行政单位。

## 行政区划
马克唐镇下辖以下地区：
黄河路社区、申宝路社区、马克堂村、麦什扎村、勒尖村、古雷村、娘毛村、回民三队村、加让村、洛科村、要其村、如什其村、科沙唐村、李加村、上娘毛村、奴布村、夏藏滩五村、夏藏滩六村、夏藏滩一村、夏藏滩二村、夏藏滩三村和夏藏滩四村。